# Atlasul secret
Atlasul secret (2005) (titlu original A Secret Atlas) este un roman fantasy scris de Michael A. Stackpole, primul din trilogia Marile descoperiri, serie care prezintă un univers în care o cultură similară celei chinezești descoperă un nou continent spre răsărit, populat de un popor similar celui mayaș. Într-un cadru puternic ficționalizat, seria ridică problema unei istorii paralele în care nu europenii, ci chinezii ar fi descoperit America.

## Intriga
Qiro Anturasi, cartograful regal din Nalenyr, este elementul de bază al reputației căpătate de Casa Anturasi ca fiind cea mai bună desenatoare de hărți din lumea cunoscută. Hărțile ei sunt folosite de negustori și prinți, iar expedițiile organizate de ea și finanțate de prințul din Nalenyr extind informațiile despre lume, descoperind teritorii necartografiate și culegând date despre faună, floră și geografie.
Familia Anturasi este vitală pentru bogăția crescândă și ascensiunea principatului Nalenyr. Considerat o comoară de stat care nu trebuie să cadă niciodată în mâini dușmane, Qiro stă închis în reședința sa Anturasikun din Moriande, capitala Nalenyrului, la ordinul și sub protecția familiei princiare din principat. Acolo, el continuă să supervizeze afacerea familiei, antrenându-și rudele de orice grad în meseria de cartograf de mai bine de o jumătate de veac.
Acum, familia se află în fața unor descoperiri epocale, care i-ar duce reputația dincolo de orice închipuire în fața cartografilor rivali. Misiunea ei se dovedește crucială pentru evoluția relațiilor dintre Nalenyr și vecinii săi nordici - agresivul principat Deseirion și Helosunde, principatul care a servit ca tampon între cele două. Mare parte din Helosunde se află acum sub ocupație deseiană, în timp ce refugiații au găsit adăpost în Nalenyr.
Nepoții lui Qiro, Jorim și Keles, au fost însărcinați cu misiuni care-i vor purta în direcții opuse: în timp ce Jorim se îmbarcă pe nava Lupul furtunii pentru a măsura longitudinea pe mare cu ajutorul unui nou instrument, Keles trebuie să redescopere traseului Drumului mirodeniilor din perioada de dinainte de Urgie, demers care-l va purta în zonele în care antica magie dezlănțuită încă face ravagii. Nirati, sora lui Jorim și a lui Keles, nu are abilități de cartograf, așa încât rămâne în Nalenyr, unde se îndrăgostește de un exilat helosundian. Dacă Jorim descoperă în est un nou continent, ai cărei locuitori așteaptă sosirea unui zeu plecat spre apus (despre care cred că este Jorim), Keles devine ținta prințului din Deseiron (care-și dorește un cartograf Anturasi la curtea sa), iar Nirati este ucisă de iubitul ei și spiritul său se retrage într-o lume imaginară pe care și-o crease încă din copilărie cu ajutorului bunicului său.
Între timp, în perioada ce a urmat devastării cauzate de magia dezlănțuită, jaecaii care n-au plecat în expediția ce a dus la Urgie în urmă cu peste șapte secole, continuă tradiția xidantzu în școlile lor de arte marțiale. Cei mai buni elevi ai lor devin războinici itineranți care călătoresc în tărâm pentru a lupta împotriva injustiției, fără a lua partea vreunei facțiuni politice. Moraven Tolo este unul dintre acești războinici, iar teama sa cea mai mare este legată de consecințele pe care le-ar putea avea descoperirea armelor din perioada Urgiei, încărcate cu magie, de către oportuniști care ar putea astfel strânge armate de oameni a căror lipsă de pregătire militară ar fi compensată de puterea deținută de arme, transformându-se în trupe de elită.

## Personaje
- Keles Anturasi - cartograf nalenyan extrem de talentat care călătorește spre apus în încercarea de a recrea vechiul Drum al mirodeniilor
- Jorim Anturasi - fratele lui Keles, aventurier și cartograf, foarte fin observator al florei și faunei și bun lingvist, care călătorește pe Marea de Răsărit și descoperă un nou continent, ocupat de poporul amentzutl, care-l consideră un zeu revenit în mijlocul său, Tetcomchoa
- Nirati Anturasi - sora lui Keles și Jorim, complet lipsită de talent în arta cartografiei, creatoarea lumii imaginare Kunjiqui în care spiritul ei se retrage după ce este asasinată
- Qiro Anturasi - bunicul lui Keles, Jorim și Nirati, cartograful care a adus prosperitate Nalenyrului cu ajutorul hărților sale
- Moraven Tolo - războinic rătăcitor și Mistic care pleacă alături de Keles pentru a împiedica folosirea armelor încărcate cu magia dezlănțuită de Urgie
- Ciras Dejote - războinic, ucenic al lui Moraven Tolo
- Borosan Gryst - creator de mașinării pre-programate și dotate cu inteligență limitată, care este salvat de la moarte de grupul condus de Keles
- Tyressa - războinică keru însărcinată cu paza lui Keles
- Rekarafi - războinic virukian care l-a rănit accidental pe Keles și-l însoțește în călătorie pentru a-și plăti datoria față de acesta
- Anaeda Gryst - căpitan pe vasul Lupul furtunii și comandant al flotei trimise împreună cu Jorim să cartografieze Marea de Răsărit
- Iesol Pelmir - delegat ministerial la bordul Lupului furtunii
- Shimik - fenn luat la bordul Lupului furtunii după explorarea unei insule din Marea de Răsărit
- Nauana - reprezentanta castei maicana din rândul amentzutlilor
- Cyron - prințul Nalenyrului
- Pyrust - prințul Deseirionului
- Eiran - prinț helosundian folosit de birocrați pentru a i se opune lui Pyrust
- Jasai - sora lui Eiran, care devine soția Prințului Pyrust
- Delasonsa - Mama Umbrelor, sfătuitoarea de taină a Prințului Pyrust
- Junel Aerynnor - agent deseian sadic de care se îndrăgostește Nirati și pe care acesta o asasinează
- Doamna de Jais și Jad - curtezană Mistică din Moriande
- Pelut Vniel - Mare Ministru nalenyan

## Opinii critice
Booklist aseamănă intriga cărții cu epoca de aur a explorărilor europene și o descrie ca „o lume ce combină alchimic materia și magia, un roman fantasy irezistibil”, în timp ce Kirkus vede în scena care deschide volumul „o variație pe tema rolului de războinic bătrân și înțelept jucat de Takashi Shimura în Cei șapte samurai”.
The Best Reviews laudă romanul pentru că este o „fantezie epică fascinantă, fantastică și plină de satisfacții pentru cititor”, iar Publishers Weekly merge mai departe și declară că „această poveste de excepție are de toate - magie dezlănțuită, încântarea unei fantezii epice și aventura explorărilor din epoca navigației”. 